# Église Saint-Ambroise de Florence
L'église Saint-Ambroise (italien : chiesa di Sant'Ambrogio) est un édifice religieux catholique situé dans le centre historique de Florence au Nord-Est de Santa Croce.

## Histoire
L'église est construite à l'endroit de Florence où saint Ambroise aurait séjourné en 393. L'église est attestée pour la première fois en 998, mais elle est probablement plus ancienne. L'église actuelle a été reconstruite par Giovanni Battista Foggini au XVIIe siècle,.
Une légende prétend que le 30 décembre 1230, un calice qui n'avait pas été nettoyé par Uguccione curé de la paroisse, le lendemain contenait du sang plutôt que du vin. Ce « miracle eucharistique » a fait de l'église un lieu de pèlerinage.
Francesco Granacci (1469-1543), peintre de la Renaissance et ami de Michelangelo Buonarroti, Mino da Fiesole, Verrocchio et Stefano Della Bella sont enterrés dans cette église.
En 1595, un incendie dans l'église aurait épargné les miettes d'hosties consacrées, cet évènement étant considéré comme le second miracle eucharistique s'étant produit dans cette église.

## Art
L'église contient de nombreuses fresques, retables et autres œuvres d'art attribuées à Andrea Orcagna, Agnolo Gaddi, Niccolò di Pietro Gerini, Lorenzo di Bicci, Masaccio, Fra Filippo Lippi, Sandro Botticelli, Alesso Baldovinetti, Fra Bartolomeo.
Un autel de marbre dans la chapelle de la Misericordia a été conçu par Mino da Fiesole ; La même chapelle conserve une fresque (1476) représentant le Miracle de la Coupe de Vin par Cosimo Rosselli.
Le retable de Saint-Ambroise de Fra Filippo Lippi, exécuté pour le maître-autel de l'église (1441-1447), Sant'Anna Metterza de Masaccio et Masolino da Panicale et l'Incoronazione Maringhi de Fra Filippo Lippi sont conservés à la Galerie des Offices.